# Montesa (kommun)
Montesa är en kommun i Spanien.   Den ligger i provinsen Província de València och regionen Valencia, i den östra delen av landet, 300 km sydost om huvudstaden Madrid. Antalet invånare är 1 353. Arean är 48 kvadratkilometer. Montesa gränsar till L'Alcúdia de Crespìns, Aielo de Malferit, Canals, Enguera, Vallada och Xàtiva. 
Terrängen i Montesa är kuperad åt sydväst, men åt nordost är den platt.